# تيم هولمز (مخرج)
تيم هولمز (بالإنجليزية: Tim Holmes)‏ هو نحات ورسام ومخرج أمريكي، ولد في 8 مايو 1955 في رابيد سيتي في الولايات المتحدة.

## وصلات خارجية
- الموقع الرسمي